# Pfarrkirche St. Benedikt am Leberberg

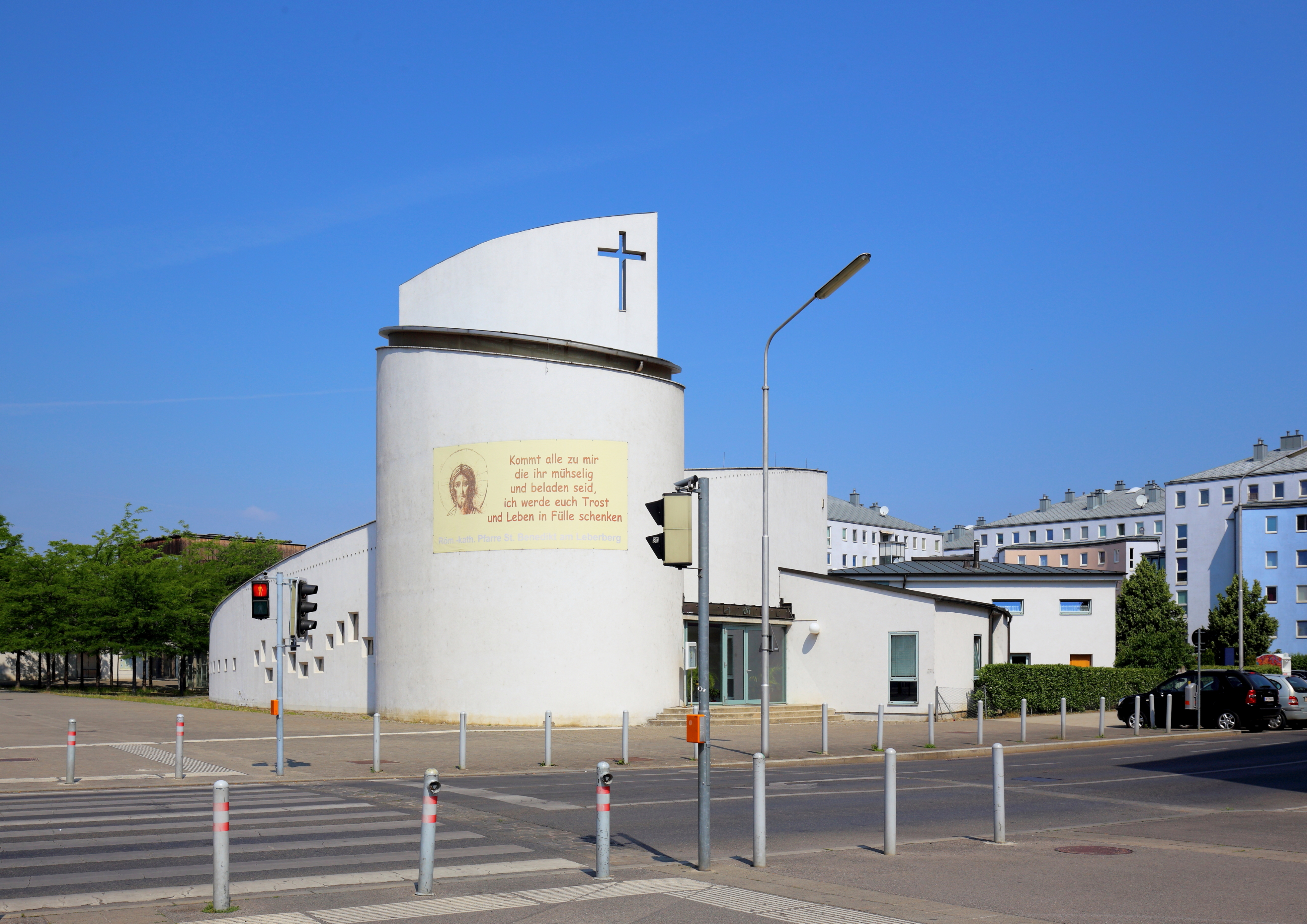
Pfarrkirche St. Benedikt am Leberberg

Die Pfarrkirche St. Benedikt am Leberberg ist eine römisch-katholische Pfarrkirche am Leberberg im 11. Wiener Gemeindebezirk Simmering. Die Pfarre liegt im Dekanat 11 des zur Erzdiözese Wien gehörenden Vikariates Wien Stadt.
Sie wurde in den Jahren 1996 und 1997 errichtet und ist dem heiligen Benedikt geweiht. Derzeit ist sie die jüngste Pfarrkirche in der Erzdiözese Wien.

## Lagebeschreibung

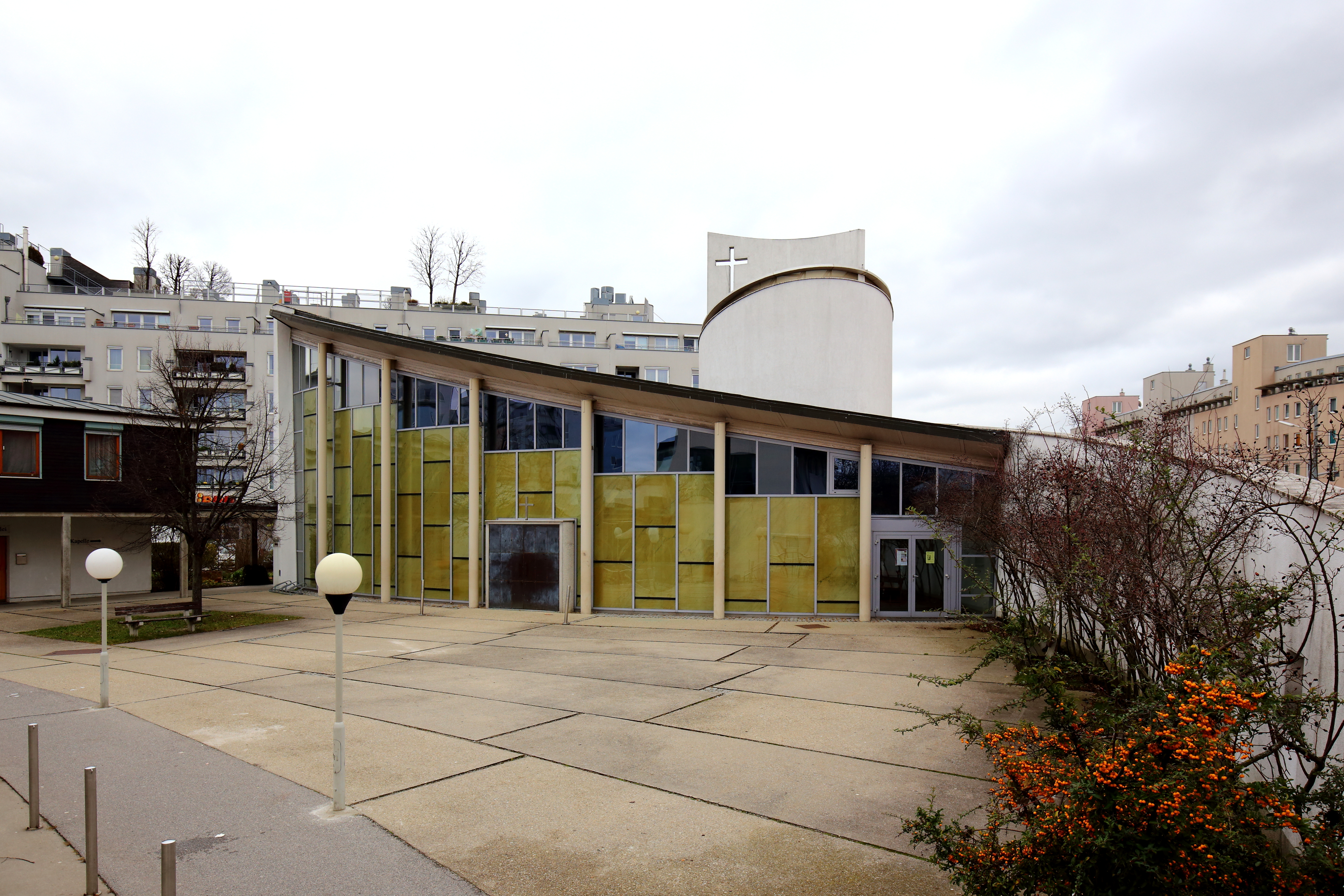
Ansicht der Kirche vom Pfarrplatz aus (Westansicht)

Das Pfarrzentrum mit der Kirche befindet sich in etwa in der Mitte der Anfang der 1990er Jahre errichteten Siedlung Am Leberberg an der Kreuzung Svetelskystraße/Am Hofgartel. 
Westseitig schließt das kleinere evangelische Gemeindezentrum Arche an. Kirche, Gemeindezentrum, Kindergarten und Pfarrhaus sind an drei Seiten von großen fünf- bis sechsstöckigen Wohnblöcken umgeben.

## Geschichte
Anfang der 1980er Jahre legte die Gemeinde Wien konkrete Pläne zur Bebauung der Region „Am Leberberg“ vor, um Wohn- und Lebensraum für einige tausend Menschen zu schaffen. Deshalb machte sich Prälat Trpin, der damalige Pfarrer der Pfarre Kaiserebersdorf auf die Suche nach einem geeigneten Grundstück für den Bau eines Pfarrzentrums. Dies wurde durch eine Grundstücksschenkung von Leopoldine Herret möglich gemacht. Nachdem Anfang der 1990er Jahre mit dem Bau der neuen Siedlung mit über 3000 Wohneinheiten auf dem Leberberg begonnen wurde, wurde für den Bau des Pfarrzentrums ein Architektenwettbewerb ausgeschrieben, den der Dombaumeister Wolfgang Zehetner gewann.
Am 5. Mai 1996 erfolgte die Grundsteinlegung des Pfarrzentrums, das nach den Plänen von Wolfgang Zehetner, Walter Zschokke sowie Walter Michl errichtet wurde.
Die Kirche wurde am 8. Juni 1997 durch Kardinal Christoph Schönborn dem heiligen Benedikt von Nursia geweiht.
Die Pfarre St. Benedikt – Am Leberberg wurde 1998 errichtet. Pfarrer war bis 2002 Wolfgang Kaes, zu seinem Nachfolger als Moderator wurde Camine Rea ernannt.

## Baubeschreibung

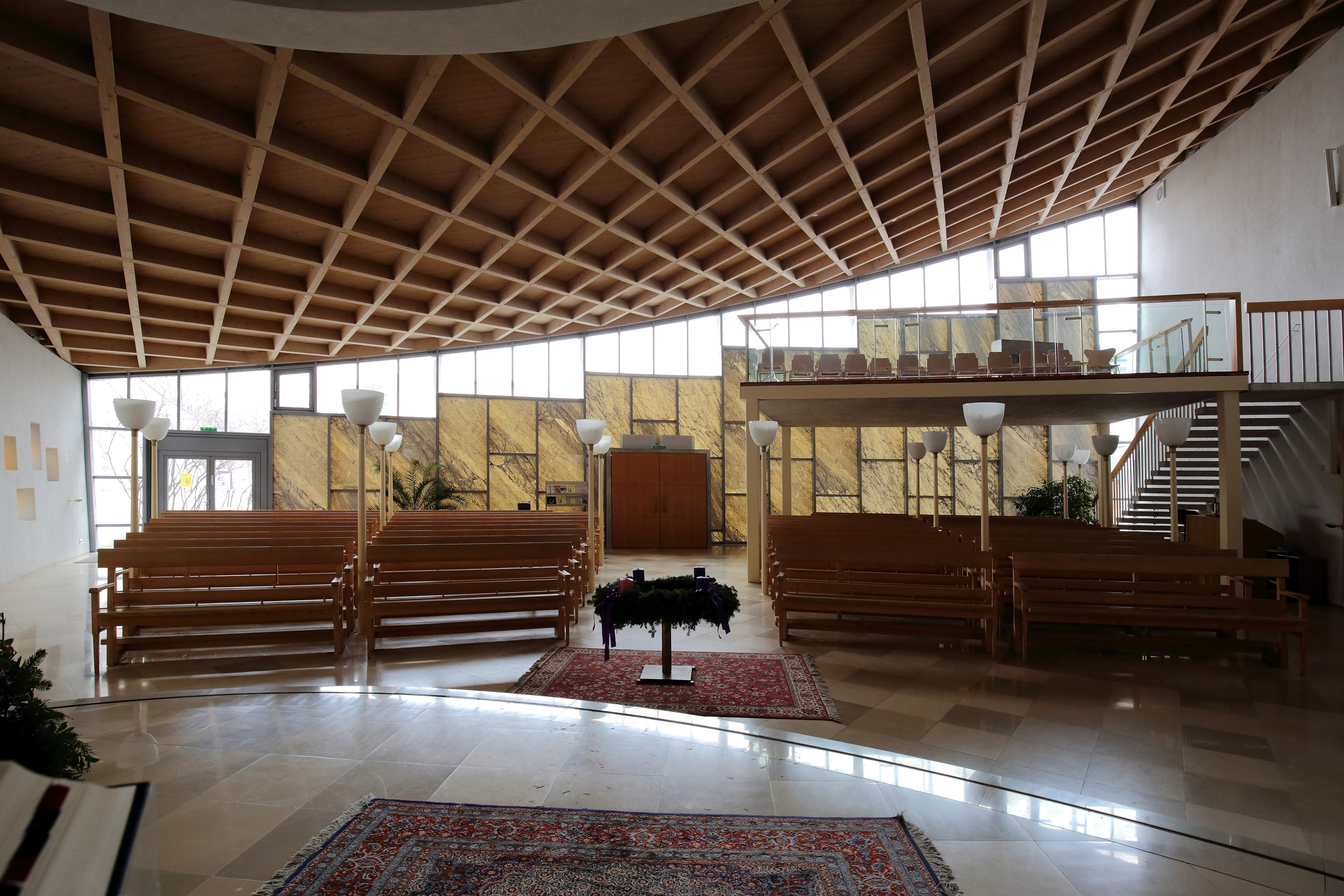
Blick vom Altarraum Richtung Kirchensaal

Die Kirche am Leberberg fällt vor allem durch ihre Gestaltung auf. 
Der Bau präsentiert sich von außen in einer geschwungen linear ansteigenden Mauer, die  wendelartig in einen rund aufgebauten gedrungenen Turm überleitet. Der Grundriss des Pfarrzentrums ist eine von Kreisbögen in eine Parabel übergehende Ei-Form, deren Achse auf das Stadtzentrum Wiens ausgerichtet ist, an der stadtauswärtigen Spitze außermittig von einer geosteten strengen Ellipse geschnitten, dem Turmgrundriss. Diese Grundkonstruktion bildet die Kirche und den Hof, stadtseitig außen angesetzt sind in einzelnen Ringsektoren angeordnet die weiteren Pfarrgebäude.
Die wuchtige, bis auf eine Zeile nebeneinanderliegender Durchbrüche, dann rhythmisch versetzter Fenster schmucklose Frontmauer schirmt den Hof des Pfarrzentrums schneckenhausartig ab. Den Turm zieren nur ein auf der Eilinie aufsteigendes Mauersegel mit einem ebenfalls durchgebrochenen einfachen Kreuz und eine großflächig-plakatartige Inschrift des Bibelzitats „Kommet alle zu mir die ihr mühselig und beladen seid, ich werde euch Trost und Leben in Fülle schenken“ in rot auf gelb, mit einem graphischen Kopfbildnis Christi.
Das von innen freisichtige Dachwerk ist eine sichtbare Holz-Netzkonstruktion in der Art einer Kassettendecke mit 275 m², wobei die Verbindung der Holzbauteile ohne Verwendung von Metallteilen, sondern lediglich mit Schwalbenschwanz-Verbindungen erfolgte. Der Zusammenbau der Einzelelemente fand am Boden statt, und anschließend wurde die Konstruktion in einem Stück eingehoben. Die Holzdecke läuft über die hofseitige Lichtfassade hinaus, und ist auch kaum wahrnehmbar durchhängend ausgeführt, sie vermittelt dadurch eine gewisse schwebende textile Leichtheit. Die Lichtwand des Kirchensaals ist teils in Glas, teils aber wie ein Paravent in sehr dünnem Carraramarmor ausgeführt, technisch als glasfaserverstärktes Verbundmaterial umgesetzt. Dadurch ist sie tagsüber nach innen, nachts nach außen irisierend durchscheinend. Der architektonische Entwurf wirkt durch die Wahl der streng geometrischen Linienführung und formalen Flächenanordnung weniger organisch als klassisch modern, mit gewissem dekonstruktivistischem Bezug zur umgebenden hochverdichteten Quader-Blockbebauung der Wohnsiedlung.

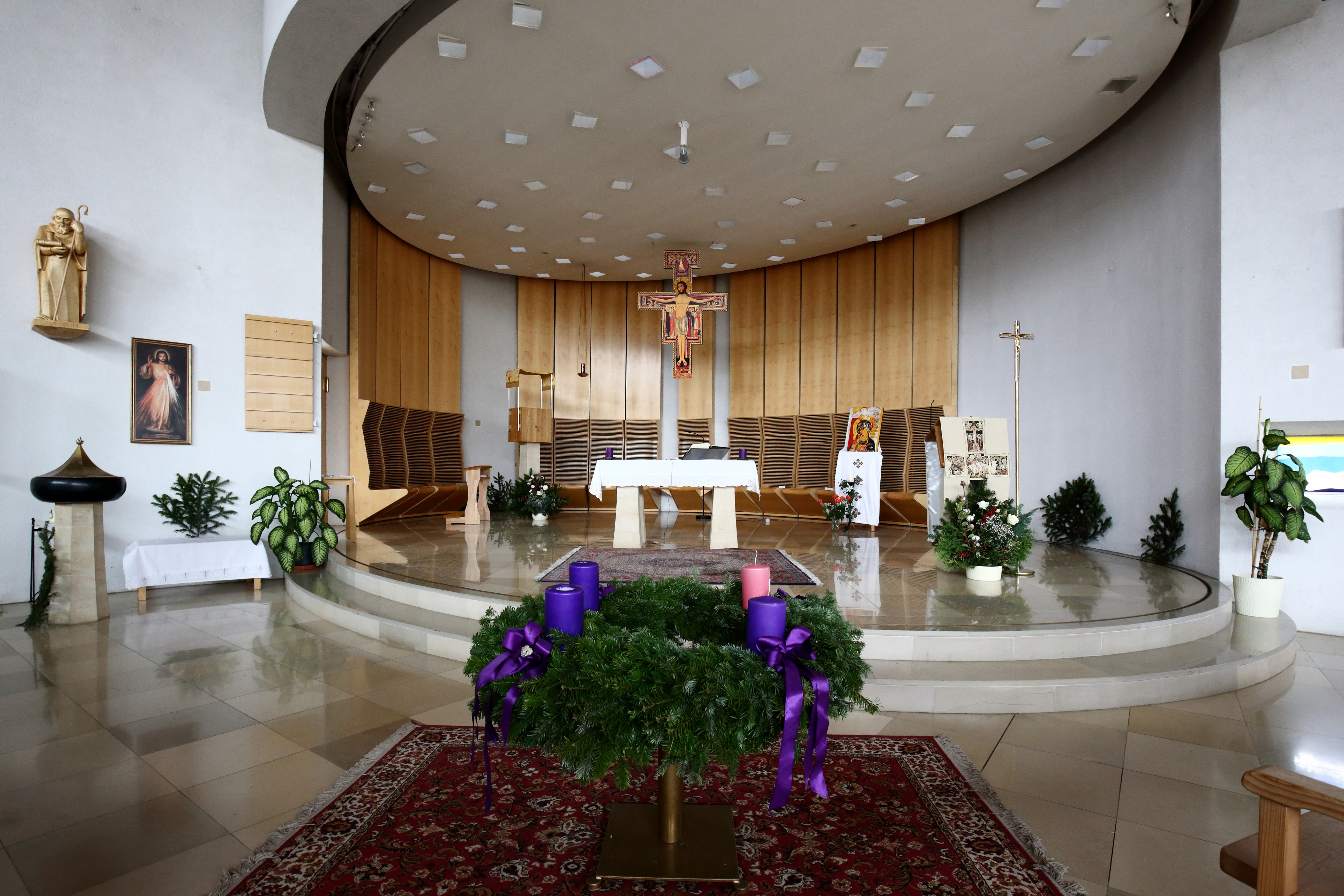
Altarraum der Pfarrkirche

Der Altarraum nimmt die Ellipsenform des Turmes auf. Das Gestühl ist in der Art schlichter hölzerner Parkbänke ausgeführt, erinnert mit Laternenreihen an Park-Möblierung, und nimmt so die Formen aus dem Innenhof wieder auf. Die Ausrichtung der Kirchenbänke zum Altarraums ist derart gewählt, dass erstere nicht auf den schlichten Volksaltar selbst, sondern auf den Tabernakel im einen Brennpunkt der Ellipse ausgerichtet sind. Im anderen Brennpunkt steht der Ambo. Dieser subtile Bruch der gewohnten Achsenführung verdeutlicht noch einmal das Motto der Außenfassade.
Die Kreuzwegfenster, rechterhand neben dem Altar, in rhythmischer Anordnung auch an der Außenmauer sichtbar, stammen aus der Werkstatt des Stiftes Schlierbach in Oberösterreich.

## Glocken
Die Kirche hat drei Glocken. Jede von ihnen ist einem Heiligen Europas geweiht.
| Glocke | Name           | Schlagton | Gewicht | Gussjahr | Material | Gießer                                |
| ------ | -------------- | --------- | ------- | -------- | -------- | ------------------------------------- |
| 1      | Brigittaglocke | h′        | 310 kg  | 1996     | Bronze   | Glockengießerei Grassmayr (Innsbruck) |
| 2      | Cyrillglocke   | d″        | 190 kg  | 1996     | Bronze   | Glockengießerei Grassmayr (Innsbruck) |
| 3      | Methodglocke   | e″        | 140 kg  | 1996     | Bronze   | Glockengießerei Grassmayr (Innsbruck) |